# Eileen Brennan
Verla Eileen Regina Brennan (de soltera Brennen; 3 de setembre de 1932 - 28 de juliol de 2013) va ser una actriu de cinema, escenografia i televisió estatunidenca. Va fer el seu debut al cinema en la sàtira Divorce American Style (1967), i a continuació va interpretar un paper secundari a la pel·lícula de Peter Bogdanovich L'última projecció (1971), que li va fer guanyar un BAFTA com a millor actriu secundària.
Va aconseguir un gran èxit de crítica per la seva interpretació de Doreen Lewis a Private Benjamin, per la qual va rebre una nominació a l'Oscar a la millor actriu secundària. Va reprendre el paper en la seva adaptació televisiva, per la interpretació del qual va aconseguir un Globus d'Or i un Emmy. Brennan també va protagonitzar la comèdia de misteri Clue (1985), i va tenir un paper secundari en la pel·lícula de terror Jeepers Creepers (2001).
Brennan també va treballar prolíficament a la televisió, i va rebre nominacions a l'Emmy pels seus papers protagonistes a Newhart, Thirtysomething, Taxi i Will & Grace.

## Biografia
Brennan provenia d'una família catòlica irlandesa. Es va graduar a l'American Academy of Dramatic Arts (AADA) i va debutar com a actriu en el musical Little Mary Sunshine de 1959. En el musical Hello, Dolly! a partir de l'any 1964 i fins al 1970 va interpretar un dels papers més importants. El seu primer paper cinematogràfic el va rebre en el telefilm The Star Wagon (1966), en què va aparèixer al costat deDustin Hoffman. Pel seu paper a L'última projecció (1971) de Peter Bogdanovich, en la qual va actuar juntament amb Timothy Bottoms i Jeff Bridges, va ser nominada al Premi BAFTA com a millor actriu secundària. Al drama cinematogràfic L'espantaocells (1973) va actuar al costat de Gene Hackman i Al Pacino, i a El cop (1973) al costat de Paul Newman i Robert Redford. Va protagonitzar la comèdia Un cadàver a les postres (1976) al costat de Truman Capote, Peter Falk, Alec Guinness, David Niven i Peter Sellers eine der Hauptrollen.
A la comèdia Private Benjamin (1980) va fer de capitana Doreen Lewis, que assetja la soldat Judy Benjamin (Goldie Hawn) a cada moment. Per aquest paper, va ser nominada a l'Oscar en la categoria de millor actriu secundària. La pel·lícula va servir de base per a la sèrie de televisió del mateix títol, emesa de 1981 a 1983, en la qual Brennan també va interpretar Doreen Lewis. Per aquest paper, va guanyar el Premi Globus d'Or el 1982, i el 1983 va ser nominada al Globus d'Or. Va guanyar el Premi Emmy el 1981 i va ser nominada al mateix premi el 1982 i 1983.
Brennan va protagonitzar al costat de Susan Sarandon i James Spader el film White Palace (1990), i la comèdia Miss Congeniality 2: Armed and Fabulous (2005) al costat de Sandra Bullock i Treat Williams.
Brennan va estar casada amb David John Lampson entre 1968 a 1974 i es va convertir en mare de dos fills. Brennan va morir de càncer de bufeta a l'edat de vuitanta anys.Goldie Hawn la va qualificar com una "comediant brillant i actriu seriosa i poderosa amb la veu d'un àngel" L'actor, escriptor i director Michael McKean, co-protagonista amb Brennan a Clue, va qualificar Brennan com "una actriu brillant, una dona tensa i tendra i un àngel còmic".

## Filmografia
- 1966: The Star Wagon
- 1967: Divorce American Style
- 1971: L'última projecció (The Last Picture Show)
- 1973: L'espantaocells (Scarecrow)
- 1973: El cop (The Sting)
- 1975: Hustle
- 1976: Un cadàver per postres (Murder by Death)
- 1978: The Cheap Detective
- 1980: La recluta Benjamin (Private Benjamin)
- 1985: Clue
- 1986: Babes in Toyland
- 1987: S'ha escrit un crim (Murder, she wrote) (sèrie de televisió, temporada 4, episodi 4)
- 1988: Les noves aventures de la Pippi Calçallarga (The New Adventures of Pippi Longstocking)
- 1990: White Palace
- 1990: Texasville
- 1995: Reckless
- 1996–2006: 7th Heaven (sèrie de televisió, 9 episodis)
- 1997: Toothless
- 2001: Jeepers Creepers
- 2004: The Hollow
- 2005: Miss agent especial 2: Armada i fabulosa (Miss Congeniality 2: Armed and Fabulous)
- 2005: The Amateurs
- 2009: The Kings of Appletown
- 2010: Naked Run